# Lady S
Lady S – seria komiksowa autorstwa belgijskiego scenarzysty Jeana Van Hamme’a i francuskiego rysownika Philippe’a Aymonda, który od 10. tomu przejął od Van Hamme'a także pisanie scenariusza. Scenarzystą serii od tomu 16. jest Laurent-Frédéric Bollée. Seria ukazuje się we francuskojęzycznym oryginale od 2004 nakładem wydawnictwa Dupuis. Polskie tłumaczenie wydawała oficyna Kubusse od 2015 do 2019, kończąc publikację serii na 9. tomie.

## Fabuła
Tytułowa Lady S to Susan Fitzroy, adoptowana córka amerykańskiego ambasadora w Paryżu. Jest także tajną agentką jednej z amerykańskich instytucji szpiegowskich. Prawdziwe nazwisko Susan to Shania Rivkas. Jej rodzicami byli żydowscy dysydenci z ZSRR. Przeszłość Susan owiana jest tajemnicą. Wiadomo, że przed służbą dla USA była włamywaczką, a potem posługiwała się nowozelandzkim paszportem. Przeszłość dopada ją we Francji, gdy Anton, wspólnik przestępstw z dawnych lat, domaga się od niej, aby pomogła mu w kradzieży dokumentów z placówki dyplomatycznej w Brukseli.

## Tomy
| Tom | Tytuł i rok wydania polskiego   | Tytuł i rok wydania oryginalnego              |
| --- | ------------------------------- | --------------------------------------------- |
| 1   | Na zdorowje, Szaniuszka! (2015) | Na zdorovié, Shaniouchka! (2004)              |
| 2   | Na zdrowie, Suzie! (2015)       | À ta santé, Suzie! (2005)                     |
| 3   | 59° szerokości północnej (2015) | 59° latitude nord (2006)                      |
| 4   | Zabawa w kotka i myszkę (2016)  | Jeu de dupes (2007)                           |
| 5   | Kret w Waszyngtonie (2017)      | Une taupe à Washington (2008)                 |
| 6   | Portugalski galimatias (2017)   | Salade portugaise (2009)                      |
| 7   | Sekunda wieczności (2018)       | Une seconde d'éternité (2011)                 |
| 8   | Racja stanu (2019)              | Raison d'État (2012)                          |
| 9   | Ścigana (2019)                  | Pour la peau d'une femme (2013)               |
| 10  |                                 | ADN (2014)                                    |
| 11  |                                 | La faille (2015)                              |
| 12  |                                 | Rapport de forces (2016)                      |
| 13  |                                 | Crimes de guerre (2017)                       |
| 14  |                                 | Code Vampiir (2019)                           |
| 15  |                                 | Dans la gueule du Tigre (2021)                |
| 16  |                                 | Missions suicides (2023)                      |
| 17  |                                 | Au nom du père, du fils et du Samarium (2024) |